# HD 207198
HD 207198，又名BD+61 2193，SAO 19621、HR 8327，是一颗恒星，视星等为5.95，位于銀經103.14，銀緯6.99，其B1900.0坐标为赤經21h 42m 8.3s，赤緯+61° 6.99′ 59″。